# Andrzej Sypytkowski
Andrzej Sypytkowski (Korsze, 14 ottobre 1963) è un ex ciclista su strada polacco.

## Palmarès

### Olimpiadi
- 1 medaglia:
  - 1 argento (Seul 1988 nella corsa a cronometro a squadre)